# دوريت بلاك
دوريت بلاك (بالإنجليزية: Dorrit Black)‏ هي رسامة أسترالية، ولدت في 23 ديسمبر 1891 في Burnside, South Australia ‏ في أستراليا، وتوفيت في 13 سبتمبر 1951 في أديلايد في أستراليا بسبب حادث مرور.